# Christian Science
Christian Science is een geloofsovertuiging die zich baseert op het boek Wetenschap en Gezondheid met Sleutel tot de Heilige Schrift van Mary Baker Eddy. Het in 1875 gepubliceerde boek bevat, samen met de Bijbel, de grondbeginselen van de beweging.
Christian Science wordt soms verward met Scientology, maar dat heeft geen enkel verband met de religie.

## Geschiedenis
De grondlegger van Christian Science is de Amerikaanse Mary Baker Eddy. Zij werd op 16 juli 1821 geboren in Bow, New Hampshire. Als kind werd ze door een dokter gediagnosticeerd met hysterie en zenuwziekte. Eddy en haar familie waren lid van een calvinistische congregationalistische kerk. Ze kreeg algauw een afkeer van de dubbele predestinatie-leer. Ze trouwde in 1843 met George Washington Glover, maar Glover stierf een jaar later al aan gele koorts. Daarna kreeg Eddy zelf last van allerlei ziekten. Na een tweede huwelijk, dat stukliep, zocht ze hulp bij genezer Phineas P. Quimby. Hij leerde dat ziekte ontstond door verkeerde gedachten. Quimby overleed in 1866 en kort daarna kreeg Mary Baker Eddy een ernstig ongeval. Ze gleed uit over ijs in Lynn, Massachusetts. Eddy zei na het lezen van Mattheüs 9:2 tot inzicht te zijn gekomen over de genezende kracht van God. Nadat ze dit Bijbelvers gelezen had, zou ze uit bed zijn opgestaan en weer geheel gezond zijn geworden.

## Leer
Voor christian scientists is het verband tussen christelijk geloof en de natuurwetenschappen eenvoudig. De Natuurwetenschappen beschrijven de onechte wereld van het materiele en zijn daarom misleidend. Christenwetenschap leidt echter tot begrip van de echte, onsterfelijke wereld van spirituele ideeën. Maar er is geen sprake van een conflict: de natuurwetenschappelijke theorieën over de biologische evolutie zijn evenzeer een dwaling als de creationistische theorieën, want beide stammen af van het geloof in de werkelijkheid van de materiele wereld. 
Het uitgangspunt van christian science is dat gebed kan leiden tot genezing en in de meeste gevallen te verkiezen is boven conventionele medische behandelingen, wat echter niet komt doordat God op miraculeuze wijze zou ingrijpen. Christian scientists geloven dat de materiele wereld een vervormde versie van de werkelijke wereld is: een wereld van spirituele ideeën. Gebed maakt een onvervormd schouwen van de spirituele werkelijkheid mogelijk. Ziekte zou het gevolg zijn van de verkeerde overtuiging dat een materieel probleem reëel is. Heling bestaat daarom uit de verwijdering van deze fout door te erkennen dat het probleem slechts een illusie is. Christian scientists beschouwen Jezus Christus als de 'Wegwijzer' en zien zijn wonderen als toonbeeld van zijn spirituele inzicht, een inzicht waartoe de hele mensheid toegang kan krijgen. 
Het genootschap is vooral buiten de Verenigde Staten omstreden omdat het zijn volgelingen aanmoedigt tot het bidden voor genezing in plaats van het gebruiken van medicijnen en omdat het veel verschilt van de normale orthodox-christelijke leer, zoals bij onder meer het katholicisme en het protestantisme. Zo zijn er in Christian Science geen sacramenten en wordt gesteld dat materie niets is en geest alles. Mary Baker Eddy had een allesomvattend Godsbeeld, hetgeen haar tot de conclusie bracht dat de materie een illusie is.

## Publicaties
Christian Science is wereldwijd bekend om zijn publicaties en vooral de Christian Science Monitor, een dagelijks internationaal gepubliceerde krant, die ook via internet verschijnt en met de Pulitzerprijs bekroond is.

## Kerken
Het hoofdkwartier is de "The First Church of Christ, Scientist", de "Moederkerk" in Boston, in de wijk Back Bay.

In Den Haag bevindt zich het door H.P. Berlage en Piet Zwart ontworpen kerkgebouw van deze geloofsgemeenschap.